# The Royal Academies for Science and the Arts of Belgium
De vzw The Royal Academies for Science and the Arts of Belgium werd in 2001 opgericht door de Koninklijke Vlaamse Academie van België voor Wetenschappen en Kunsten (KVAB) en de Académie royale des Sciences, des Lettres et des Beaux-Arts de Belgique (ARB). 
De vereniging is gevestigd in het Troongebouw van het Paleis der Academiën in Brussel.
RASAB is verantwoordelijk voor de coördinatie van de activiteiten op nationaal en internationaal niveau van de twee Academiën, zoals de nationale wetenschappelijke comités en de vertegenwoordiging van België in de federaties van academiën.

## Geschiedenis

### Academiën

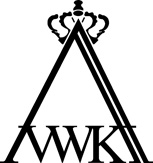
Koninklijke Vlaamse Academie van België voor Wetenschappen en Kunsten

De Koninklijke Academiën werden opgericht in de 18de eeuw door keizerin Maria Theresia, ter bevordering van de wetenschap en kunst in België. Om hieraan tegemoet te komen organiseren de Academiën wetenschappelijke en culturele activiteiten, trachten ze de interuniversitaire samenwerking in België te stimuleren, zorgen ze voor vertegenwoordiging in internationale organisaties en fora, trekken ze buitenlandse vorsers aan, formuleren ze adviezen aan de regering, industrie, onderwijs- en onderzoeksinstellingen en reiken ze prijzen uit aan talentvolle vorsers en kunstenaars.
Voor al deze initiatieven rekenen de Academiën op hun leden, eminente vertegenwoordigers uit de wetenschappelijke, industriële en culturele wereld, op het dagelijks bestuur en op het secretariaat.

### RASAB

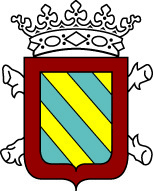
Académie royale des Sciences, des Lettres et des Beaux-Arts de Belgique

RASAB werd in 2001 opgericht om de nationale en internationale activiteiten te coördineren waarvoor de Koninklijke Vlaamse Academie van België voor Wetenschappen en Kunsten (KVAB) en de Académie royale des Sciences, des Lettres et des Beaux- Arts de Belgique (ARB) een gezamenlijke verantwoordelijkheid hebben.

## Over RASAB
RASAB heeft de volgende verantwoordelijkheden en taken: 
- het coördineren en, indien nodig, oprichten van nationale overlegorganen, zoals de Nationale Comités;
- het betalen van de lidgelden aan internationale instellingen waarvan beide Academiën lid zijn;
- het verstrekken van middelen voor de aanwezigheid van Belgische vertegenwoordigers op de Algemene Vergaderingen van deze internationale instellingen en op de andere vergaderingen, waar hun aanwezigheid vereist is wegens het lidmaatschap van België bij deze organisaties;
- de vertegenwoordiging van België in die internationale wetenschappelijke, artistieke en culturele instellingen waarvan de KVAB en de ARB lid zijn en die slechts één vertegenwoordiger per land aanvaarden;
- het bevorderen van internationale samenwerking tussen individuele wetenschappers door het vergoeden van reis- of verblijfskosten;
- het betoelagen van de instellingen onder het toezicht van beide Academiën;
- het uitvoeren van opdrachten waarvoor beide Academiën instaan.

De statuten van RASAB werden gepubliceerd in het Belgisch Staatsblad van 19 april 2001. De vzw is gevestigd in de Hertogsstraat in het Troongebouw van het Paleis der Academiën, gelegen vlak bij het Koninklijk Paleis en het Warandepark in Brussel.

## Nationale Wetenschappelijke Comités
De Nationale Wetenschappelijke Comités hebben als opdracht de bevordering en coördinatie voor België van de studie van verschillende wetenschappelijke disciplines die binnen hun bevoegdheid liggen, hoofdzakelijk vanuit een internationaal standpunt. Elk Nationaal Wetenschappelijk Comité richt zich op een bepaalde wetenschappelijke studie. In totaal zijn er 24 Nationale Wetenschappelijke Comités. Leden van deze comités zijn over het algemeen professoren, doktoren en mensen die werkzaam zijn binnen een bepaald wetenschappelijk gebied.
De voorwaarde voor de oprichting van een Nationaal Comité is het bestaan van een internationale wetenschappelijke unie aangesloten bij de Internationale Raad voor Wetenschappen ICSU of van een wetenschappelijk orgaan van ICSU (wetenschappelijke comités, speciale comités ... ) in dezelfde wetenschappelijke discipline.
RASAB is verantwoordelijk voor de financiële en logistieke ondersteuning van de Nationale Comités, zowel bij de dagelijkse werking, als bij de organisatie van wetenschappelijke evenementen door de Nationale Comités in het Paleis der Academiën.

## Internationale Federaties

### ALLEA
ALL European Academies (ALLEA) is de Europese federatie van de nationale Academiën voor wetenschappen en kunsten. 
Momenteel telt ze 53 leden uit 40 Europese landen.
De Academiën die lid zijn van ALLEA bestaan uit onafhankelijke gemeenschappen van wetenschappers en onderzoekers. 
Zij treden op als  studiecentrum, denktank en als wetenschappelijk onderzoekscentrum.
Het doel van ALLEA is:
- de bevordering en uitwisseling van informatie en ervaringen tussen de Academiën;
- het aanbieden van wetenschappelijk en maatschappelijk advies vanuit de Academiën;
- het streven naar uitmuntendheid in onderzoek, naar onafhankelijkheid op politiek, commercieel en ideologisch niveau en hoge ethische normen bij het uitvoeren van haar onderzoek.

### EASAC
The European Academies Science Advisory Council (EASAC) bestaat uit de Nationale Academiën van Wetenschappen van de lidstaten van de Europese Unie.
EASAC zorgt voor een samenwerking tussen de Academiën met als doel het verlenen van wetenschappelijk advies aan de Europese beleidsmakers. EASAC biedt zo de mogelijkheid aan de Europese wetenschappers om collectief te worden gehoord.
Op deze manier vervult EASAC de visie van de Academiën dat wetenschap centraal staat in vele aspecten van het moderne leven en dat de erkenning van de wetenschappelijke dimensie een voorwaarde is voor verstandige politieke beslissingen. Deze visie ligt reeds ten grondslag aan de werkzaamheden van tal van nationale Academiën. Gezien de toenemende rol van de Europese Unie in de politieke wereld, erkennen de nationale Academiën dat de reikwijdte van hun adviserende werkzaamheden verder moet gaan dan de nationale grenzen en dat ook het Europese niveau niet uit het oog mag verloren worden.
Sinds april 2010 is RASAB's liaison office het officiële Brusselse aanspreekpunt voor EASAC. Er is een heel intensieve samenwerking tussen RASAB en het secretariaat en bestuur van EASAC.

#### RASAB's liaison Office
De Belgische Academiën hebben het grote voordeel gehuisvest te zijn in het hartje van Brussel, op wandelafstand van de Europese instellingen. In die context werd binnen RASAB een liaison office opgericht, dat ervoor zorgt dat het advies van de Belgische Academiën, maar tevens van de Europese koepels van Academiën, gehoord wordt in de Europese beleidsvorming.
Het liaison office heeft volgende taken en verantwoordelijkheden:
- het verzamelen van informatie over opkomende EU beleidsmaatregelen, die voordeel kunnen hebben van een onafhankelijke wetenschappelijke en technische begeleiding
- het verhogen van de visibiliteit van de Belgische Academiën en van de Europese en wereldwijde koepelorganisaties als bron van onafhankelijke, peer-reviewed wetenschappelijke informatie van hoge kwaliteit voor het ontwikkelen van beleidsmaatregelen;
- het tot stand brengen van een regelmatiger contact met sleutelfiguren in de Commissie, het Parlement en de Raad, die interesse hebben voor wetenschap en techniek als input in de beleidsvoorbereiding;
- het organiseren van ontmoetingen van sleutelfiguren in de samenwerking van de Academiën met relevante persoonlijkheden van de Europese Instellingen.

### IAP
Inter Academies Panel (IAP) is een wereldwijd netwerk van Nationale Academiën van Wetenschappen. IAP werd opgericht in 1993.
Het voornaamste doel van IAP is het bevorderen van de samenwerking tussen haar lidacademiën, om de burgers en hun regeringen te adviseren over de wetenschappelijke aspecten van wereldwijde vraagstukken.
IAP richt zich vooral op het helpen van kleine en nieuwe academiën om deze doelen te bereiken. Via communicatieverbindingen en netwerken gecreëerd door IAP-activiteiten, zullen alle academiën in staat zijn om hun invloed uit te breiden en hun adviezen en waarschuwingen onder de burgers en onder beleidsmakers in hun land te verspreiden.

### I.H.R. Network
The International Human Rights Network of Academies and Scholarly Societies helpt wetenschappers, ingenieurs en medici wereldwijd die slachtoffer zijn van ernstige repressie, enkel omwille van het geweldloos gebruik van hun rechten zoals beschreven in de Universele verklaring van de rechten van de mens. 
Het Network bevordert ook de bewustwording van de rechten van de mens en institutioneel engagement tegenover de rechten van de mens in de nationale academies en wetenschappelijke gemeenschappen wereldwijd.

### UAI
De Union Académique Internationale (UAI) is een organisatie samengesteld uit de nationale academiën van meer dan 60 landen en diverse internationale academiën. 
De UAI wil de vooruitgang van de kennis bevorderen en wetenschappelijke uitwisselingen en initiatieven van de Academiën ondersteunen. Door middel van een toenemend aantal projecten en haar bereidheid om meer Academiën als lid te verwelkomen, mikt de Union Académique Internationale zelf op die uitmuntendheid die haar bezielt.